# Seobuk Pia yang-gye Malli-ilram Jido

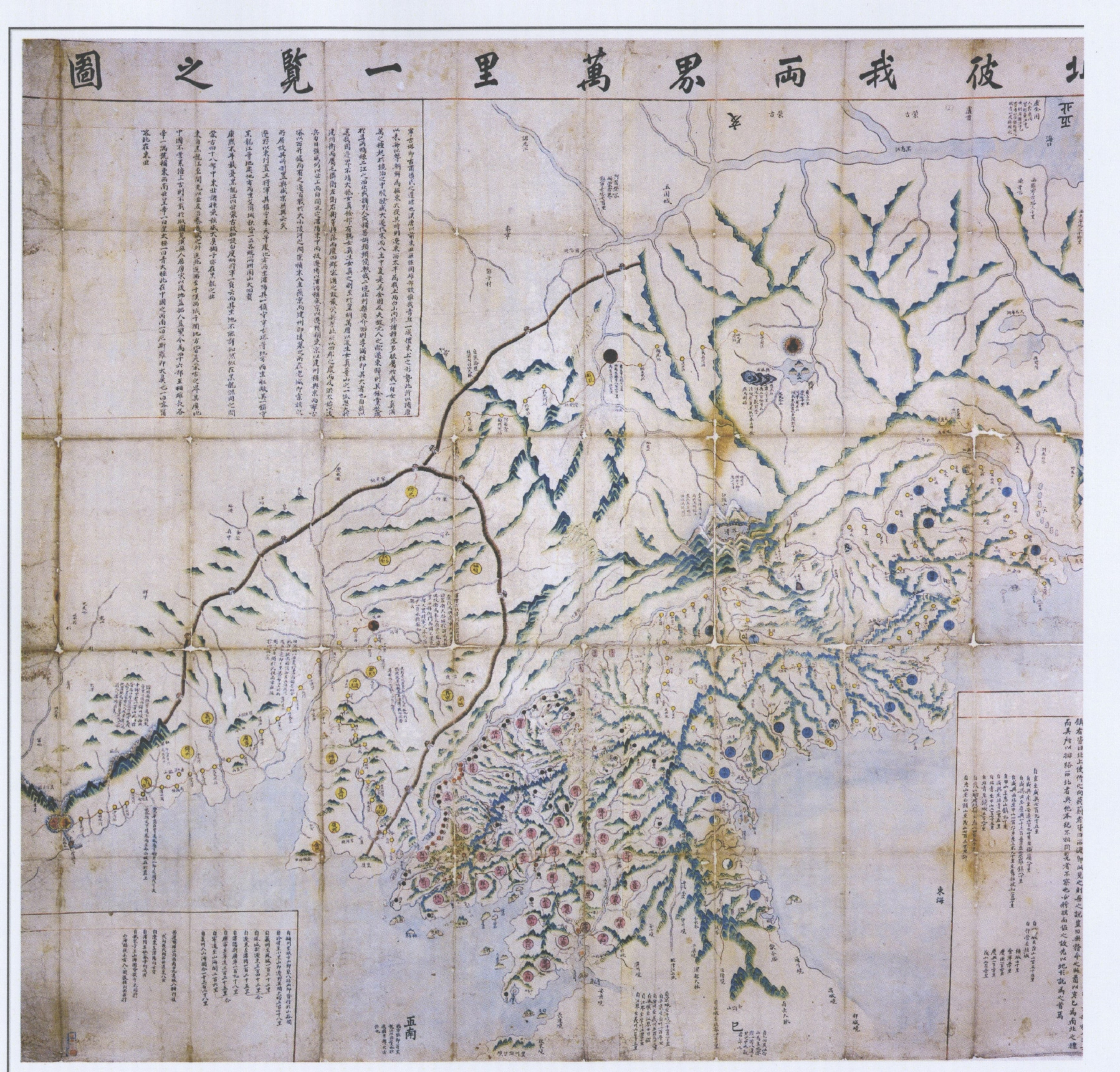
El mapa Seobuk Pia yang-gye Malli-ilram Jido de Joseon en el.

〈Seobuk Pia yang-gye Malli-ilram Jido〉(en alfabeto hangul:서북피아양계만리일람지도. en hanja: 西北彼我兩界萬里一覽之圖) es el mapa antiguo coreano que descrone las regiones norteñas de la península coreana, Manchuria, y Krai de Primorie de Rusia. En su nombre, seobuk es noroeste, yang-gye indica las dos regiones en el norte de Corea y pia(彼我) incluye Joseon y la dinastía Qing. Sin embargo el autor y la época del mapa no es conocido, se cree que fue hecho en el medio plazo del siglo ⅩⅧ, reflectando una marca de Monte Paektu. Como los coreanos vivían el noreste de Manchuria, los territorios de ahorita China y Rusia se incluyen.
La dinastía coreana Joseon continuaba la trasladación inmensa al norte de la península coreana desde las provincias en el sur. Siguiente, los empezaron cultivar en el noreste de Manchuria, mientras que los chinos también algunas veces cruzaron la frontera a fin de buscar ginsénes o productos del campo, resultando series conflictos entre dos. En 1712, los ambos decidieron hacer discusión sobre las fronteras exactas en la línea del río Amnok y Monte Paektu. Ganando una atención considerable, la producción de los mapas se activaron para prevenir la ataque potencial desde Qing y preparar los campamentos militares.

## Cognición coreana sobre los territorios
Generalmente, los mapas antiguos coreanos marcan el monte Paektu como el origen de las cordilleras en torno a Corea y los corrientes como los seres vivientes basado en Feng shui.

La cartografía coreana tiene su característica del norte alto, oeste bajo, la región central anchura y el sur en su escala amplia. El monte Paektu es como la cabeza y sus cordilleras son columna vertebral